# Smith & Wesson Modelo 1
El Smith & Wesson Modelo 1 fue la primera arma de fuego fabricada por Smith & Wesson, con una producción que abarca entre 1857 y 1882. Es el primer revólver comercializado exitosamente en emplear cartuchos de percusión anular, en lugar de pólvora suelta, balas de plomo y cápsulas fulminantes, como era el caso de su coetáneo Colt Navy 1851. Es un revólver de acción simple, cuyo tambor aloja siete cartuchos .22 Corto de pólvora negra.

## Historia
Como la patente de Samuel Colt sobre el revólver estaba por expirar en 1856, Horace Smith y Daniel B. Wesson estaban investigando un prototipo para un revólver de cartucho metálico. Cuando descubrieron que un exempleado de Colt llamado Rollin White poseía la patente para un tambor perforado, un componente necesario para esta nueva invención, los dos socios negociaron con White para la fabricación de un nuevo diseño de combinación cartucho-revólver.
En lugar de hacer a White un socio de empresa, Smith y Wesson le pagaron una regalía de $0,25 por cada revólver que ellos hicieron. Se convertiría en la responsabilidad de White defender su patente en algún caso judicial, que finalmente le condujeron a la ruina financiera, pero era muy ventajosa para la nueva empresa Smith & Wesson.

## Variantes
El Modelo 1 tuvo tres series o principales variantes, cada una de estas introduciendo importantes cambios técnicos.

### Primera serie
La Primera serie del Modelo 1 fue la principal variante (y la menos común), habiéndose producido aproximadamente 12.000 revólveres en un período de tres años. Las características que distinguen fácilmente a la Primera serie son la empuñadura acampanada y con ángulos rectos (vista también en la Segunda serie), la pequeña cubierta lateral redonda, el perfil redondeado del armazón entre la parte posterior del tambor y la empuñadura, un martillo articulado dividido y el muelle plano del retén del cañón visto en algunas primigenias variantes.
Hay seis variantes conocidas del Modelo 1, identificadas por primera vez en un artículo de John Kountz publicado en el número de abril de 1956 de la revista "The Gun Report". En este artículo, Kountz resalta diferencias específicas en el escudo de retroceso, el retén del cañón (las primeras dos variantes usaban un retén tipo dardo con muelle plano, mientas que las variante posteriores usaban un retén de bayoneta más grande), el estriado del ánima y otras diferencias sutiles.
Los números de serie del Modelo 1 Primera serie iban desde el 1 hasta aproximadamente 12.000.

### Segunda serie
La Segunda serie del Modelo 1 era similar a la Primera serie, con varias diferencias notables. La cubierta lateral de la Segunda serie era mucho más grande y tenía una forma irregular. El perfil del armazón era más plano (una probable concesión para agilizar su producción) y el martillo estaba hecho de una sola pieza. Los revólveres Smith & Wesson Modelo 1 Segunda serie todavía conservan la empuñadura acampanada y con ángulos rectos, así como el cañón octogonal que pivota hacia arriba, haciendo que ambas variantes se confundan fácilmente a primera vista.
Se produjeron aproximadamente 110.000 revólveres Modelo 1 Segunda serie desde 1860 hasta 1868, con los números de serie yendo desde aproximadamente 12.000 (después de la Primera serie) hasta aproximadamente 120.000.

### Tercera serie
La Tercera serie del Modelo 1 representó un sustancial rediseño del revólver, con un tambor acanalado, un cañón redondo y una empuñadura redondeada tipo "cabeza de pájaro". Sus acabados incluían niquelado, pavonado y una combinación "media cubierta" de niquelado/pavonado. Producido desde 1868 hasta 1882, los revólveres Modelo 1 Tercera serie tenían números de serie que iban desde 1 hasta aproximadamente 131.000.

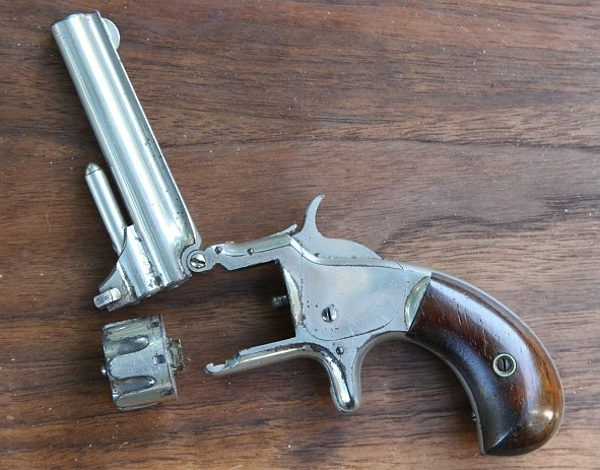
Modelo 1 Tercera serie, abierto para recargar.

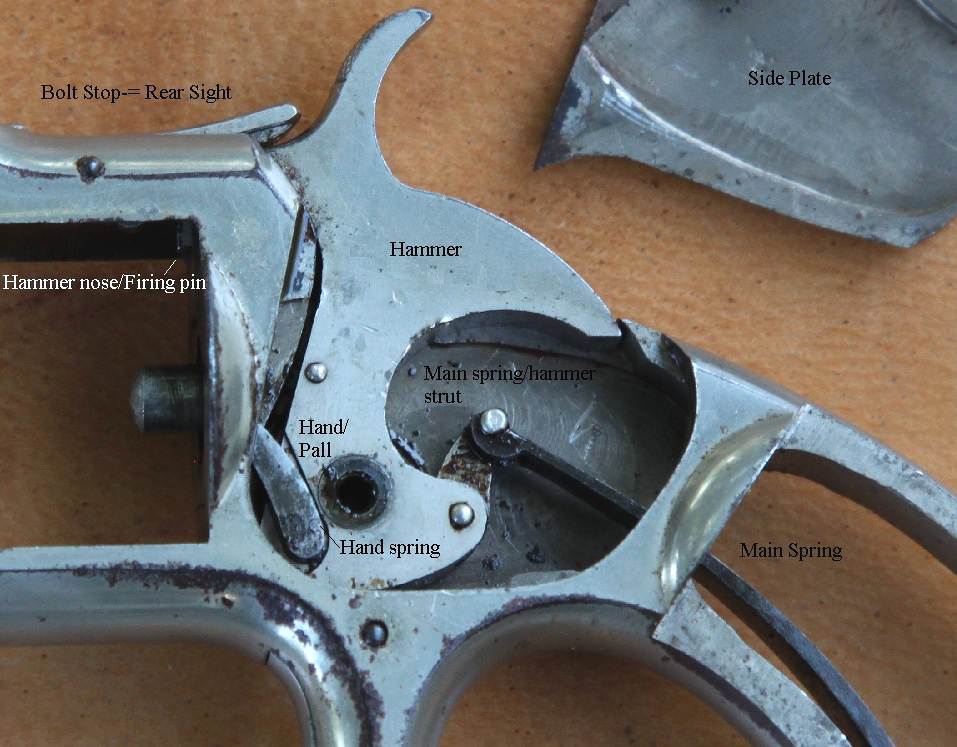
Mecanismo de un Smith & Wesson Modelo 1 Tercera serie, con la cubierta lateral retirada. El muelle principal es tensado mediante un tornillo en la parte inferior delantera de la empuñadura, como en los modernos revólveres S&W.

## Popularidad
El Modelo 1 se hizo popular al iniciarse la Guerra de Secesión, ya que los soldados de ambos bandos compraron revólveres por cuenta propia para defensa personal. Tanta fue la demanda del Modelo 1, que sobrepasó la capacidad de producción de la fábrica y la Smith & Wesson tuvo que construir una nueva fábrica, empezando a experimentar en 1860 con un nuevo cartucho más adecuado que el .22 Corto.
Esa popularidad llevó a la aparición de numerosas imitaciones y violaciones de patentes por parte de otros fabricantes de armas. Rollin White y la Smith & Wesson entablaron procesos por violación de patente a la Manhattan Firearms Company, a Ethan Allen, la Merwin & Bray, la National Arms Company y otros. Los tribunales mayormente permitieron a estos fabricantes continuar su producción, pagándole a White una regalía por cada revólver producido. En algunos casos, la Smith & Wesson compró el lote de revólveres y los sobreestampó para su posterior venta; estos llevan el marcaje "APRIL 3 1855" como la fecha de emisión de la patente.